# Xã Logan, Quận Reynolds, Missouri
Xã Logan (tiếng Anh: Logan Township) là một xã thuộc quận Reynolds, tiểu bang Missouri, Hoa Kỳ. Năm 2010, dân số của xã này là 2.708 người.